# Automóvil ejecutivo compacto
Un automóvil ejecutivo compacto o un automóvil compacto de lujo ("compact executive car" en inglés) es un vehículo prémium más grande que un compacto y más pequeño que un ejecutivo. Es un término originario del Reino Unido, que forma parte del Segmento D en la clasificación europea de coches.
Por lo general, un automóvil ejecutivo debe ser cómodo y estar bien equipado y, al mismo tiempo, ser económico como coche de empresa. Pueden tener un rendimiento superior y, a menudo, se consideran símbolos de estatus. Un alto porcentaje de la cuota de mercado de los "automóviles ejecutivos" consiste en automóviles de propiedad corporativa o vehículos proporcionados por una empresa para el negocio y, a veces, para uso privado de los empleados.

## Producción por países

### Estados Unidos

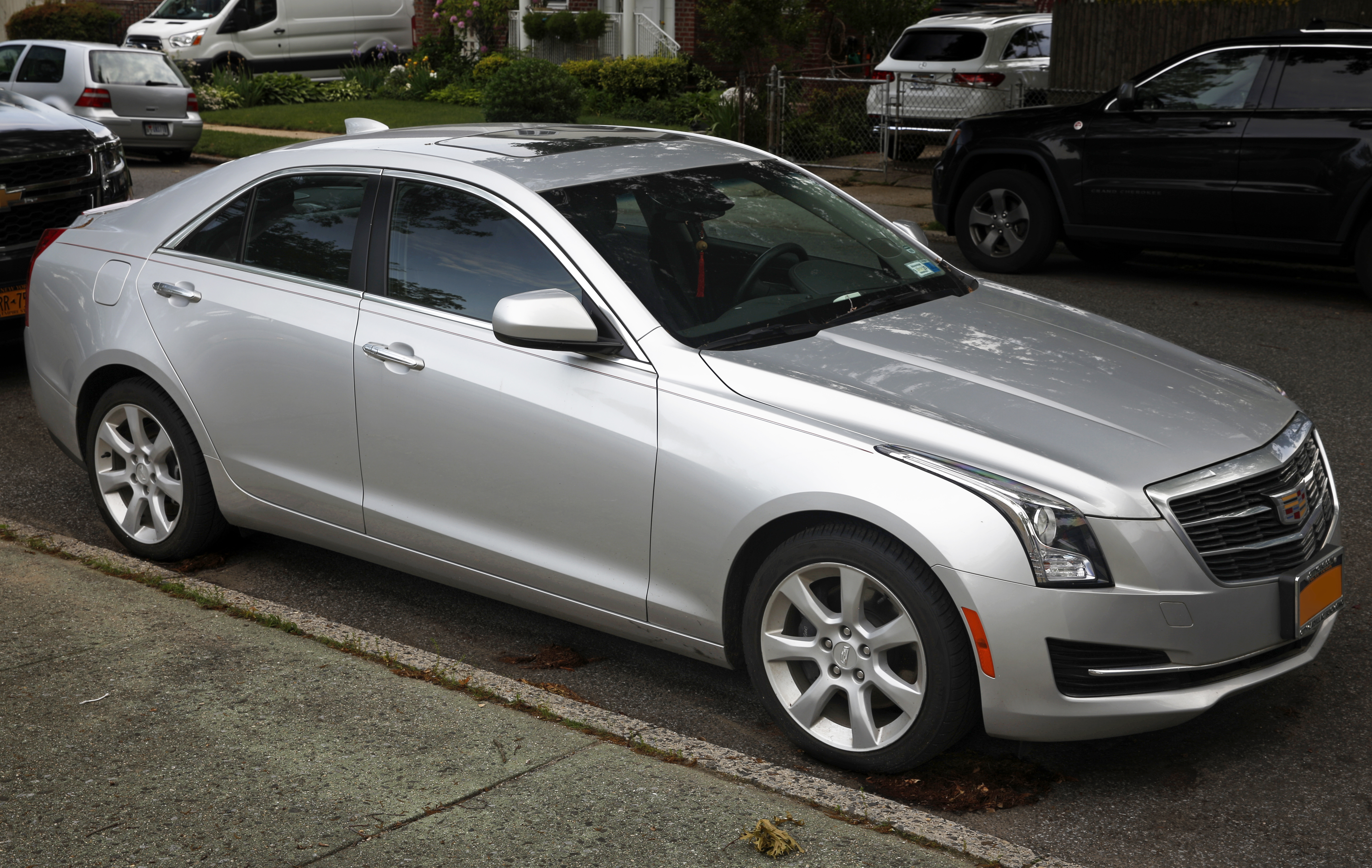
Cadillac ATS de 2016

El término "automóvil ejecutivo compacto" no se suele usar en los Estados Unidos, pero describe ciertos modelos importados de Europa.

El Cadillac ATS ha sido descrito como un automóvil ejecutivo compacto. El ATS fue reemplazado por el Cadillac CT4.

### Reino Unido

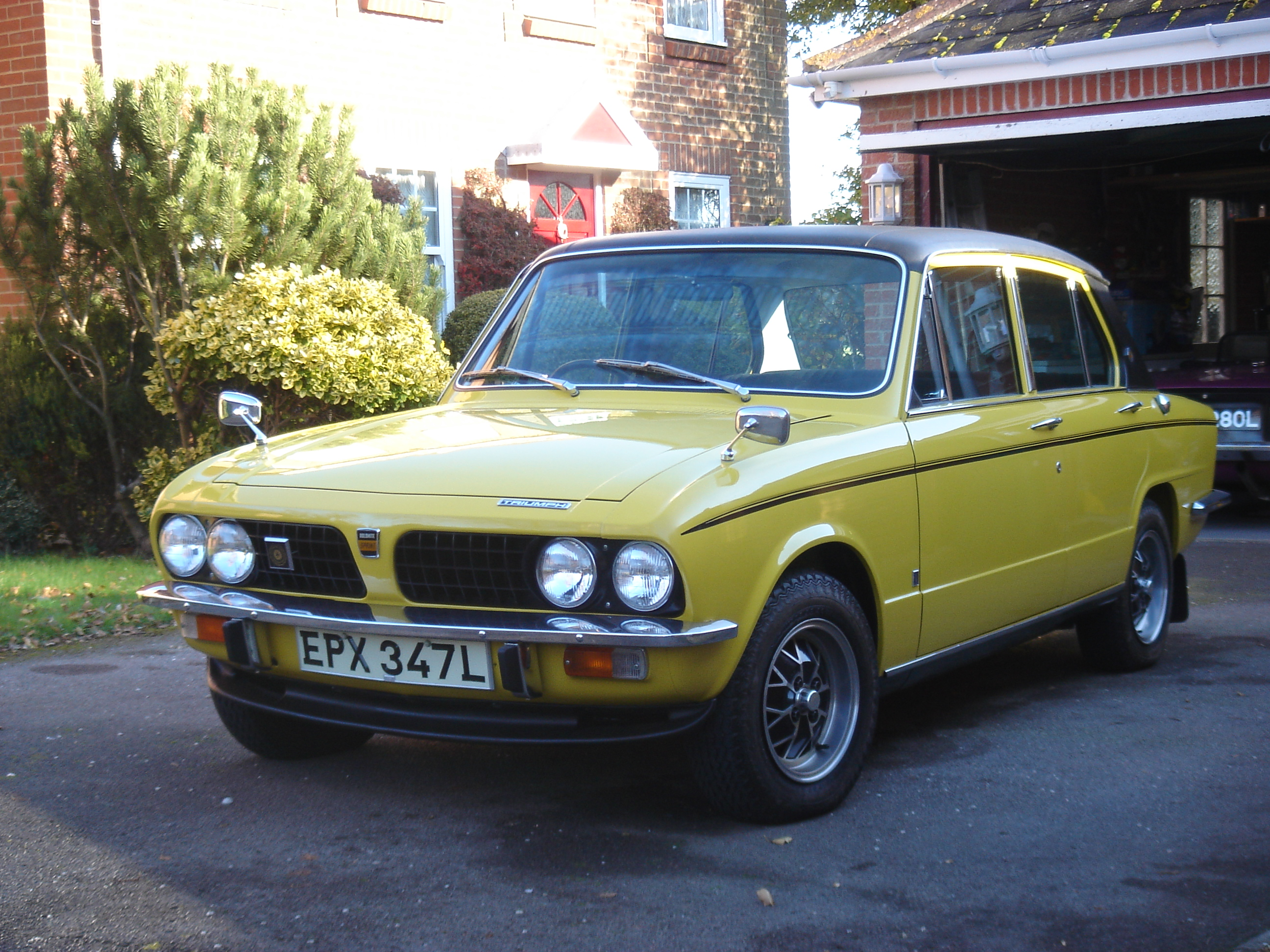
Triumph Dolomite Sprint de 1973

El Triumph Dolomite de 1971 es uno de los primeros automóviles ejecutivos compactos.

El primer automóvil ejecutivo compacto de Jaguar (aunque más grande que el Jaguar Mark 2 de la década de 1960) fue el Jaguar X-Type de 2001. Sin embargo, sus ventas fueron decepcionantes. El tipo X fue reemplazado por el Jaguar XE en 2014, compitiendo en el mismo segmento.

### Italia

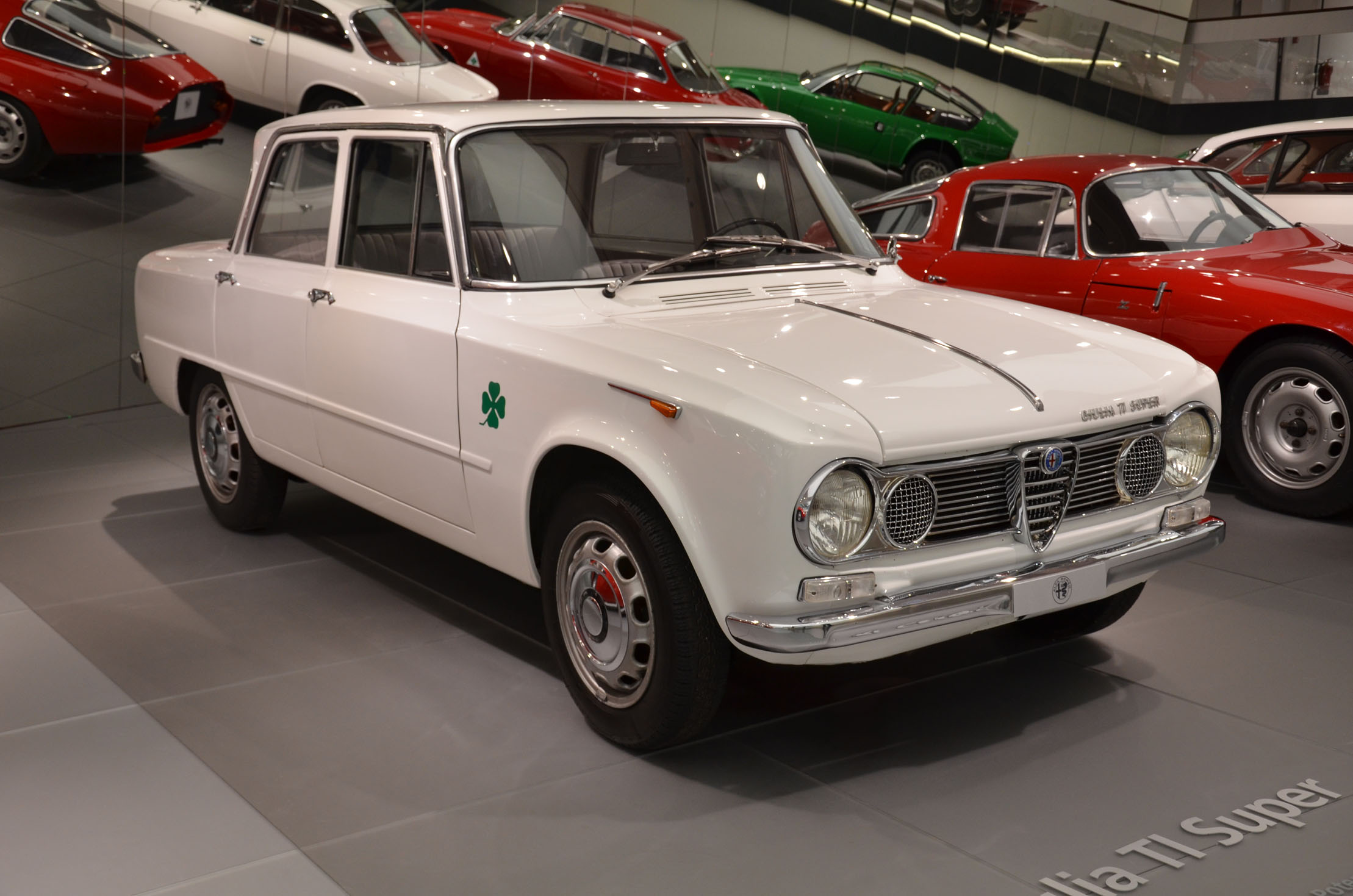
Alfa Romeo Giulia (1962) (1962-1978)

Los modelos 75 y 155 de Alfa Romeo se consideran automóviles ejecutivos compactos en el Reino Unido. El Alfa Romeo 156 de 1996 ha sido clasificado como tal. Estos modelos fueron seguidos por el Alfa Romeo 159 y luego por el Giulia (Tipo 952).

Uno de los primeros coches ejecutivos compactos de Lancia fue el Lancia Beta (Tipo 828) de 1972, que se transformó en el Lancia Beta Trevi, fabricado entre 1980 y 1984. Tras una ausencia en el segmento de cinco años, Lancia regresó en 1989 cuando el Lancia Dedra reemplazó al Lancia Prisma más pequeño. El Dedra fue reemplazado por el Lancia Lybra, que se fabricó entre 1998 y 2005.

### Alemania

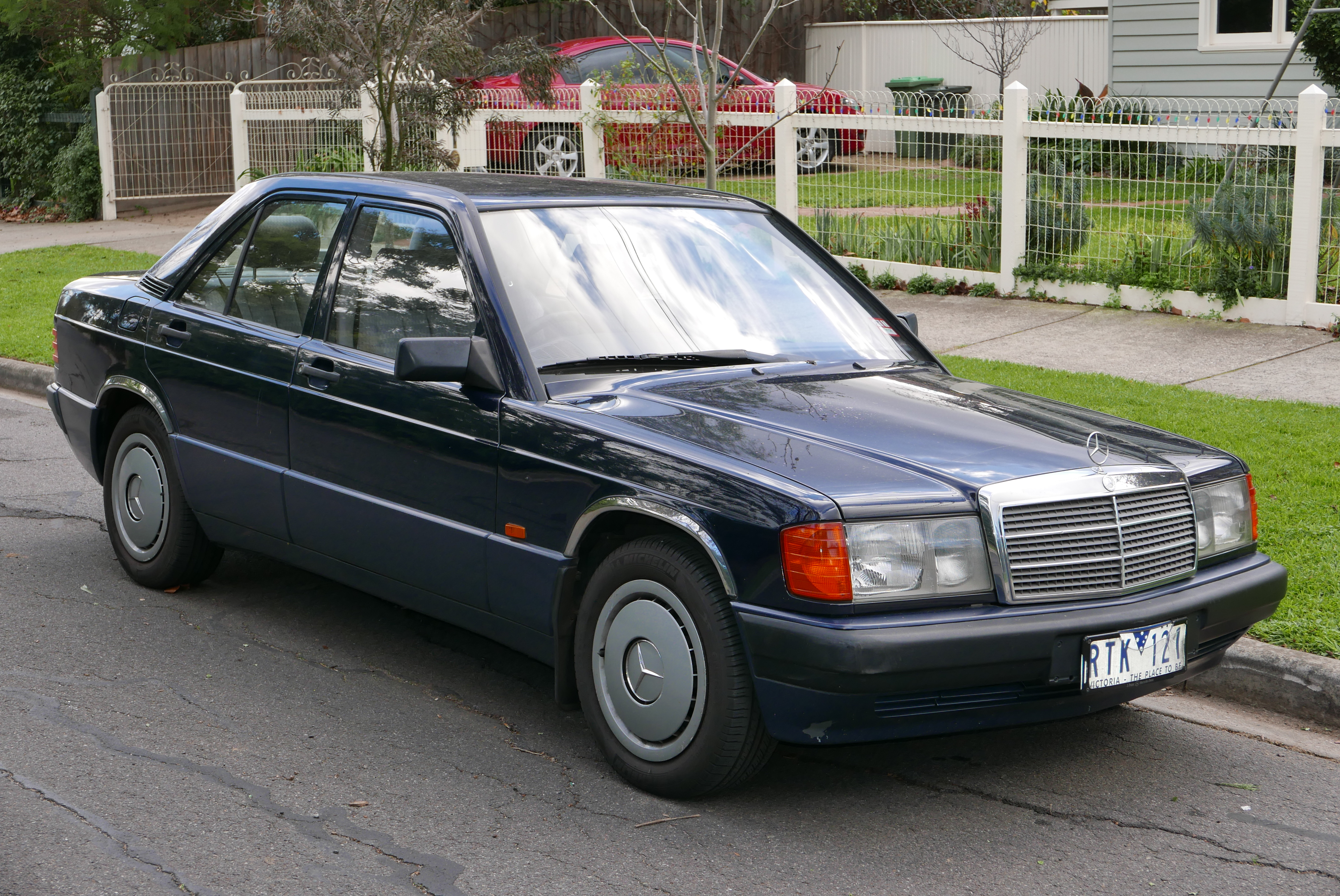
Mercedes-Benz 190E de 1993

Uno de los primeros automóviles ejecutivos compactos producidos en Alemania fue el BMW Serie 02 de 1966, seguido por el BMW Serie 3 en 1975.
En 1965, Audi presentó su primer modelo ejecutivo compacto, el Audi 72.

La gama Mercedes-Benz W201 de 1983 (también conocida como "Mercedes-Benz 190") fue el primer automóvil ejecutivo compacto de Mercedes-Benz. En 1993, el W201 fue reemplazado por la gama de la Clase C.

### Francia

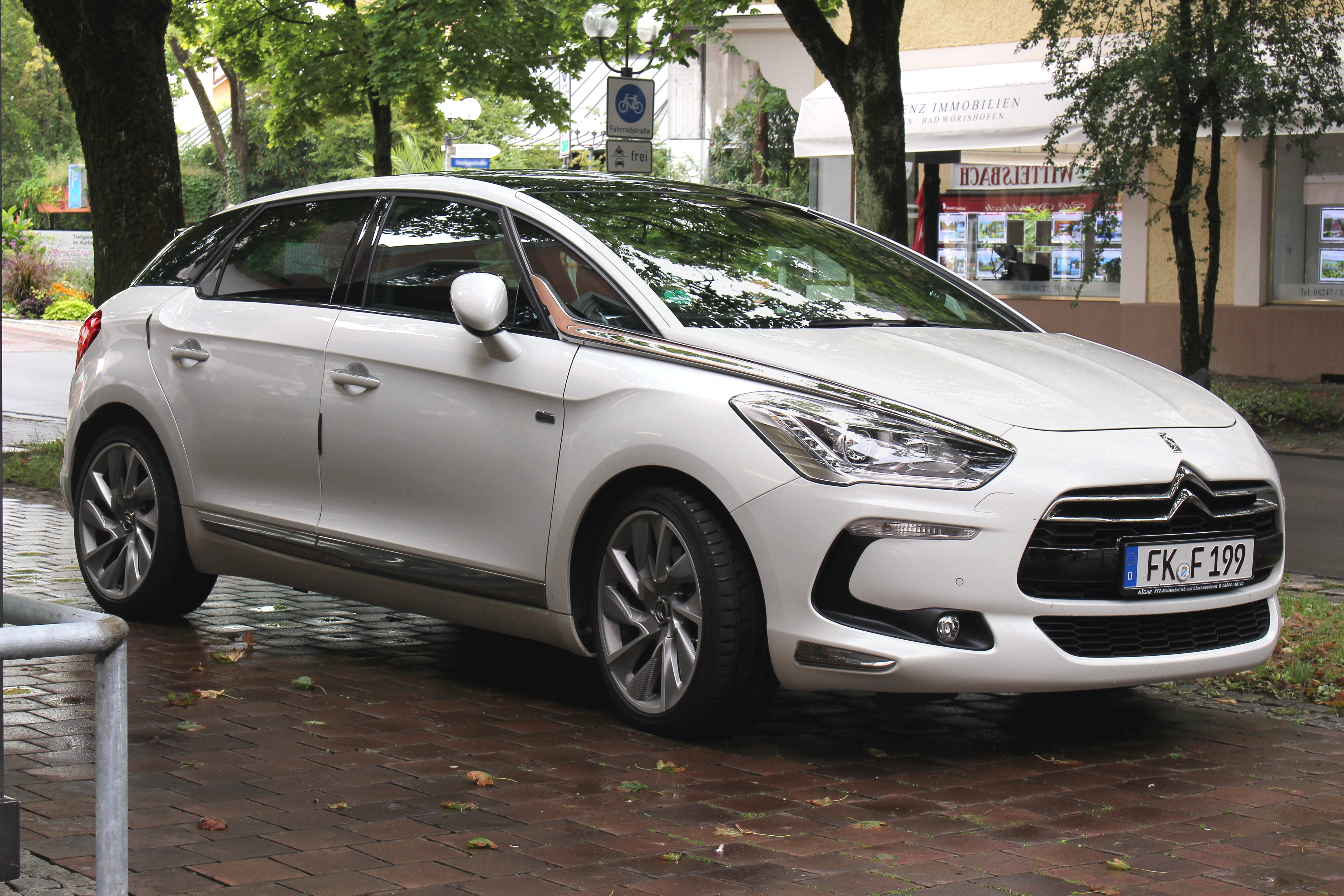
Citroën DS5 de 2013

Citroën ofreció un compacto ejecutivo con su "hatchback" DS5.

### Suecia

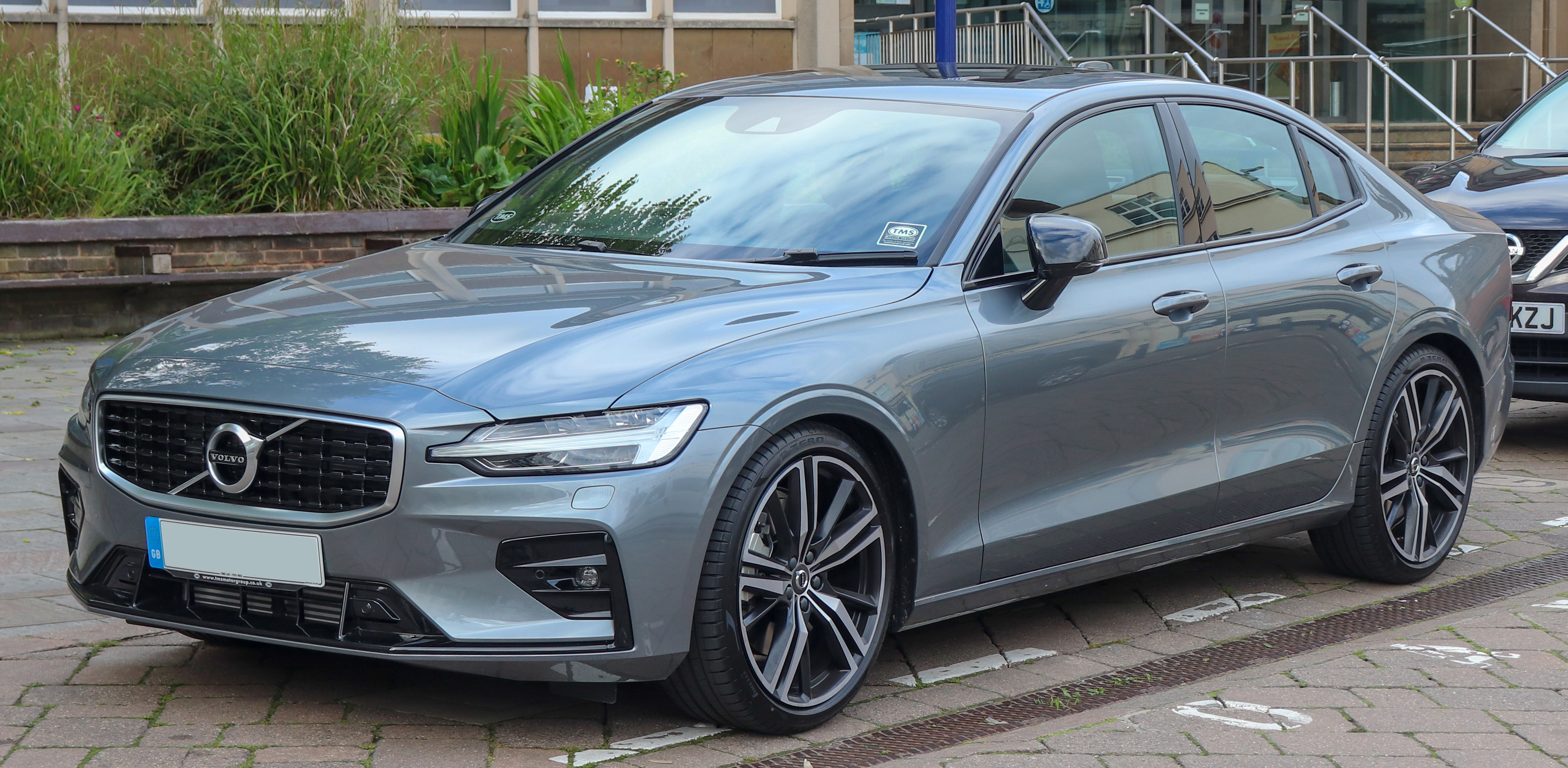
Volvo S60 de 2019

Tanto el Volvo S60 como su versión familiar  Volvo V60 se consideran coches ejecutivos compactos.

### Japón

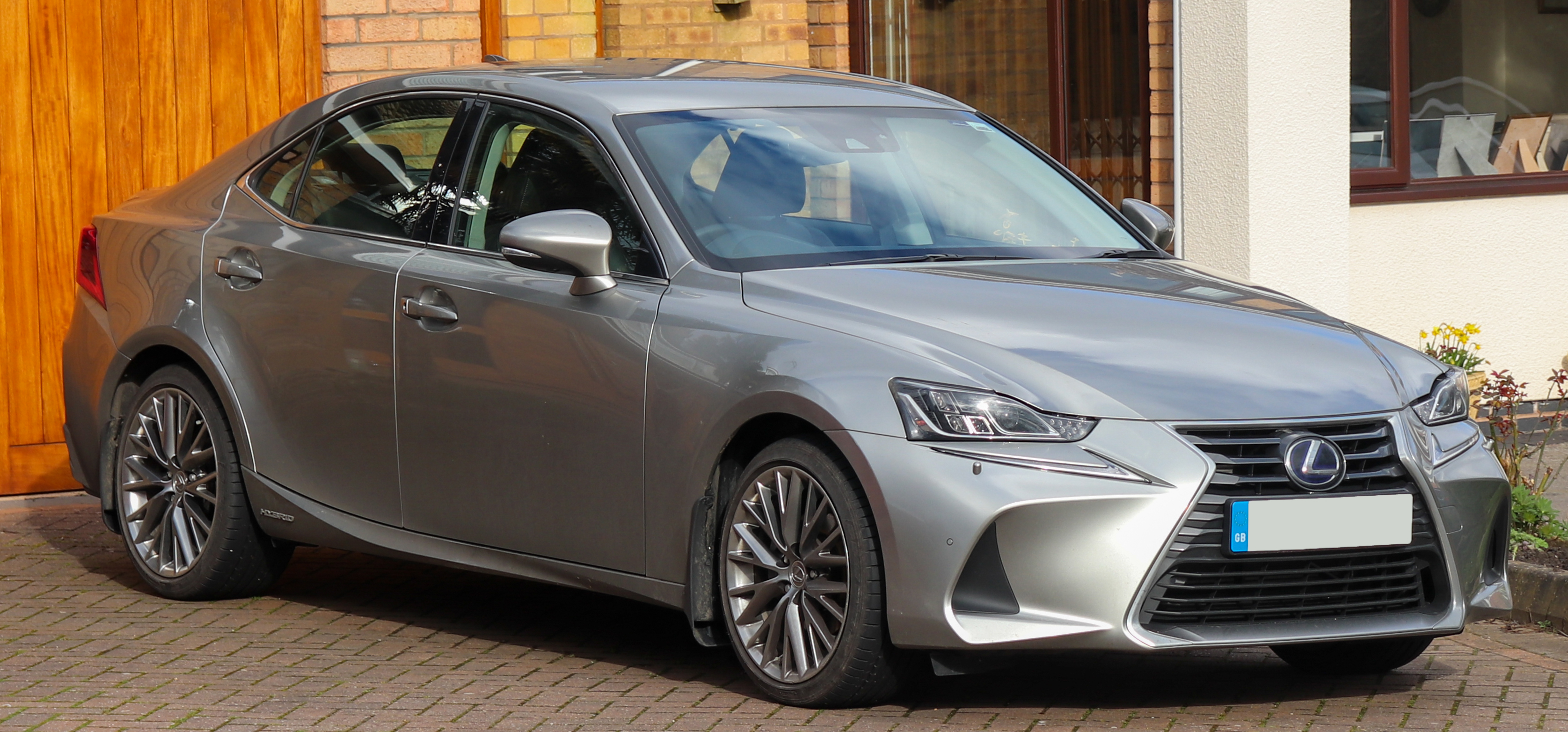
Lexus IS de 2019

Uno de los primeros automóviles ejecutivos compactos producidos en Japón fue el Mazda Persona/Eunos 300 de 1988. El primer automóvil ejecutivo compacto japonés que tuvo éxito en los mercados extranjeros es el Lexus IS/Toyota Altezza de 1998.

Otros coches ejecutivos compactos japoneses incluyen al Infiniti Q50 (de Nissan), Acura TLX (de Honda) y al Mazda Xedos 6.

### Corea del Sur

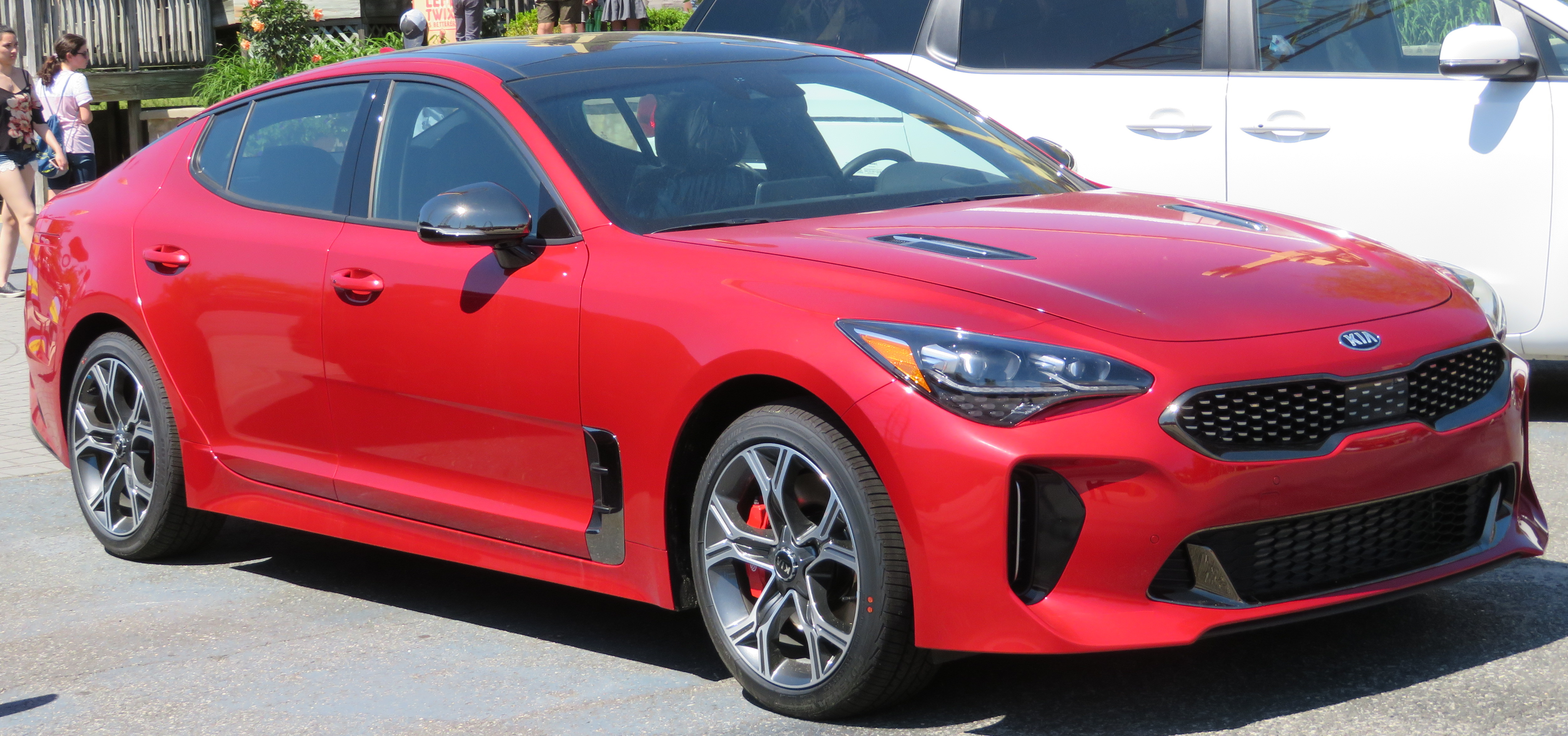
Kia Stinger GT2 3.3L AWD de 2018

Los coches ejecutivos compactos producidos en Corea del Sur incluyen el Genesis G70 y el Kia Stinger 2017.

## Automóviles ejecutivos subcompactos
Los automóviles ejecutivos subcompactos, también llamados compactos prémium, integran la categoría de los coches prémium más pequeños. Forman parte del Segmento C en la clasificación europea de coches. Algunos ejemplos incluyen al Peugeot 308; Mercedes-Benz Clase A y Mercedes-Benz CLA-Class; Audi A3; Volvo S40; y los BMW Serie 1 y Serie 2. Los coches compactos prémium compiten con los automóviles de tamaño mediano bien equipados, y los autos compactos prémium con muchas opciones pueden tener precios y características que se superponen con las de los automóviles ejecutivos compactos.